# Las tontas no van al cielo
Las tontas no van al cielo es una telenovela mexicana emitida por Televisa durante 2008, protagonizada por Jacqueline Bracamontes, Jaime Camil y Valentino Lanús, con las participaciones antagónicas de Sabine Moussier, Fabiola Campomanes y Karla Álvarez. También cuenta con las actuaciones estelares de Manuel "Flaco" Ibáñez, Silvia Mariscal, Julio Alemán y Ana Bertha Espín.

## Argumento
Candy está a punto de casarse con Patricio, su amor de toda la vida, pero en la despedida de soltero, este se acuesta con su hermana, Alicia. Después de la ceremonia religiosa, Candy descubre a Patricio y a Alicia besándose y con el corazón destrozado se va a vivir a Guadalajara con su tío Meño pidiéndole que le diga a todos que está muerta, hecho que todo mundo cree. 
Candy y Alicia tuvieron una relación muy difícil de niñas debido a que a Alicia le gustaba el ballet, y Candy quería bailar como ella, así que un día le tomó sus zapatillas de ballet y se las puso, cuando Alicia se dio cuenta se las quitó y cuando iban discutiendo Alicia intentó empujar a Candy por las escaleras pero ella tropezó y cayó por ellas, y desde entonces no pudo volver a practicarlo.
Candy tiene un niño al que bautiza como Salvador Chava como ella le dice de cariño debido a que considera que su hijo es su Salvador, Candy empieza a trabajar en el restaurante de su tío Meño.
Santiago es un cirujano plástico (estaba en su boda con Patricio, ya que Santiago operó al papá de Patricio) casado con Paulina, ésta se embaraza pero nunca deja de trabajar, hecho que molesta a Santiago una vez que la pequeña Rocío nace, Paulina se va a trabajar a Nueva York abandonando a su marido e hija.
Siete años después de la fallida boda de Candy, ella continua viviendo en Guadalajara donde se convierte en entrenadora del equipo de fútbol de su hijo donde la asiste su mejor amiga Soledad cuyo hijo es el mejor amigo de Chava, Beto. Patricio termina casándose con Alicia (hermana de Candy) sin embargo ella se molesta constantemente debido a que Patricio no ha podido olvidar a Candy.
Santiago pone una clínica en la ciudad de Guadalajara donde conoce a Candy en el edificio donde trabajan ambos y aunque al principio Candy odia a Santiago el amor se va haciendo cada vez más fuerte entre ellos aunque su novia, Marissa, una mujer posesiva y fría, les hace la vida imposible a Santiago y a Candy.
Beto resulta ser hijo de Patricio producto del engaño de Patricio cuando era novio de Candy. Patricio se va a vivir a Guadalajara donde se entera de que Beto es su hijo ahí empieza a relacionarse con Soledad y con Beto lo que provoca que cada vez esté más cerca que antes de Candy y Chava aunque ni siquiera se lo imagine.
Al igual que Santiago, Raúl, el hermano de Marissa, se enamora de Candy y aunque ésta le repite que solo quiere una relación de amigos, él le sigue insistiendo en que le gustaría ser su novio.
Raúl y Candy se conocieron gracias a que Meño hizo que la revista de Raúl, publicara un artículo que ella escribió, y desde entonces Candy comenzó a trabajar en la revista, en su propia columna, la cual tituló como "las tontas no van al cielo", frase que ella solía repetir.
Por su parte, Santiago intenta en repetidas ocasiones tener relaciones sexuales con Candy, pero ésta lo rechaza constantemente, ya que a pesar de que está enamorada de él, Santiago ya tiene novia y Marissa es amiga de Candy.
Patricio intenta tener un acercamiento con su hijo Beto y con Soledad, cosa que a Alicia no le agrada del todo y empieza a maquinar un plan para asesinar a Soledad y a su hijo, por su parte Candy se entera de la relación que tenía su amiga Soledad con Patricio y le dice que Beto es hermano de "Chava". Después Patricio descubre la mentira de Candy, al enterarse de que "Chava" es su hijo. Poco después "Chava" cae enfermo y en el hospital es diagnosticado con leucemia, por lo que se le realiza un trasplante de médula ósea que le salva la vida. Cuando se soluciona lo de la enfermedad de "Chava", Patricio trata de volver con Candy. Ella después de tiempo acepta la relación pero la termina poco después porque está confundida con sus sentimientos hacia Patricio. Candy se da cuenta de que está enamorada de Santiago comienzan una relación en la cual Patricio sufre demasiado y Chava no está de acuerdo con esa relación y trata de separarlos, aunque el principal impedimento entre ambos será la maldad de Marissa a quien Santiago deja plantada en el altar porque Candy se lo pidió, con ayuda de Patricio aunque él se moría de celos.
A raíz de esto, Marissa se vuelve la peor enemiga de Candy. Toma como rehén a su propio bebé, el cual quiere separar de Santiago y hace un plan con Alicia ya que está quiere reconquistar a Patricio de tal manera que se olvidara de Candy. El bebé es ilegalmente adoptado por Alicia quien viajó con Marissa al extranjero donde dio a luz y se lo dio a Alicia, quien se devolvió de inmediato a Guadalajara con la noticia de que tiene un hijo adoptivo, mientras que Marissa se queda más tiempo en USA; Santiago contrata detectives que le informan que su hijo ya nació pero, no hay pistas de él ni de Marissa. Sin embargo hubo varios encuentros entre Santiago y su hijo, ya que Alicia lo quería ver sufrir. Después de tantos encuentros, Santiago ha recolectado varias pistas y se le hace extraño que Marissa viajara con Alicia embarazada y Alicia llega con el bebé, estas ideas hace que Santiago y Patricio no se lleven bien.
Finalmente, aparece el amante de Paulina, Mario, quien la molesta hasta que Paulina se lo presenta a Alicia quien aceptó que Patricio realmente amara a Candy. Mario se entera de que Rocío no es hija de Santiago sino de él, gracias a que cuando Paulina y Santiago se casaron, ella le fue infiel, lo que hizo que ella quedara embarazada. Isabel escucha hablar a Mario y Paulina acerca de la verdad, la cual ocultaron a Santiago. Por otra parte Chava no acepta la relación de Santiago y Candy, ya que prefiere que ella se case con Patricio, Rocío tampoco acepta esa relación porque su mamá Paulina le mete ideas a la cabeza diciéndole que Candy es la razón por la cual Santiago la rechaza.
Al final, Santiago encuentra a Marissa en el cuarto de un hotel. Al momento que Marissa se da cuenta de que Santiago la encontró decide esconderse en un cuarto cerca del balcón; este llega al lugar donde se encuentra Marissa y cuándo ella corre por el lugar no alcanza a detenerse y cae por el balcón. En el hospital le revela que Alicia tiene a su hijo y muere inmediatamente. Santiago con la información que tiene, regresa a Guadalajara y le pide a Patricio que le permita realizar una prueba de ADN, Patricio se niega, hasta que por fin accede. Finalmente Santiago reúne a sus tres hijos. Rocío y Chava aceptan su relación, Patricio conoce una abogada (gracias a problemas legales de su padre) de quien se enamora. Alicia se va con Mario, Paulina queda inválida al caer de un ascensor por una broma que le hace a Santiago; Chayo y Eduardo se reconcilian y, Candy y Santiago se casan.

## Elenco
- Jacqueline Bracamontes - Cándida "Candy" Morales Alcalde
- Jaime Camil - Santiago "Santy" López-Carmona
- Valentino Lanús - Patricio "Pato" Molina Lizárraga
- Sabine Moussier[1] - Marissa de la Parra
- Karla Álvarez - Paulina "Pau" Cervantes de López-Carmona
- Fabiola Campomanes - Alicia Morales Alcalde
- Julio Alemán - Arturo Molina
- Manuel "Flaco" Ibáñez - Manuel "Meño" Morales
- Mauricio Herrera - Jaime Martínez
- Ana Bertha Espín - Gregoria "Goya" Alcalde Vda. de Morales
- Silvia Mariscal - Isabel Vda. de López-Carmona
- Rosángela Balbó - Margarita Lizárraga de Molina
- Alejandro Ibarra - Eduardo All
- Andrea Torre - Soledad Palacios de De la Torre
- Jacqueline García - Rosario "Chayo" de All
- Carlos de la Mota - Raúl de la Parra
- Luis Manuel Ávila - Carlos "Frijolito" Zamora
- Reynaldo Rossano - Antonio "Toño" "Lentejita"
- Julio Vega - Donato
- Raquel Garza - Hortensia
- Lilí Brillanti - Tina
- Gabriela Platas - Bárbara
- Ginny Hoffman - Cecilia
- Erick Guecha - Carlo
- Christina Pastor - Lourdes "Lulú" Robledo
- Violeta Isfel - Lucía López-Carmona
- Eleazar Gómez - Charlie Morales
- Robin Vega - Salvador "Chava" Molina Morales
- Diego Ramírez - Alberto "Beto" Molina Palacios
- Mariana Lodoza - Rocío "Chio" López-Carmona Cervantes
- Carlos Girón (actor) - Miguel
- Allison Lozz - Milagros Belmonte Ramos
- Laura Flores - Luciana Arango
- Arlette Pacheco - Laura de Morales
- Agustín Arana - Mario Landazuri
- Ximena Herrera - Irene
- Marco Uriel - Héctor
- Rafael del Villar - Jorge
- Viviana Ramos - Evangelina
- Mario Casillas - Clemente Morales
- Georgina Domínguez - Elianis

## Crossover con Al diablo con los guapos
Esta fue la fusión de Al diablo con los guapos con Las tontas no van al cielo. El segmento se transmitió en ambas telenovelas y se trató de la rehabilitación espiritual de Luciana (Laura Flores) quien es llevada por Milagros (Allisson Lozz) a la clínica de belleza interior de Candy.

## Temas musicales
1. «Esto es lo que soy» - Jesse & Joy
2. «Las tontas no van al cielo» - Banda El Recodo
3. «Señora de nadie» - Jaime Camil
4. «Que nos pasó» - Kany García
5. «Hoy ya me voy» - Kany García
6. «Sin tu amor» - Camila
7. «Ya no quiero» - Jesse & Joy
8. «Bendita tu luz» - Maná
9. «Vivir sin aire» - Niña Pastori
10. «El tiempo de ti» - Playa Limbo
11. «Tan solo un instante» - Enanitos Verdes
12. «Somos lo que fue» - Jesse & Joy
13. «Te vuelvo a ver» - Kany García
14. «Esta soledad» - Kany García
15. «Espacio sideral» - Jesse & Joy
16. «Nadie se va a marchar» - Jaime Camil
17. «Como quisiera» - Mana
18. «Dos palabras» - Motel

## DVD
El Grupo Televisa lanza a la venta en formato DVD sus novelas.

## Premios y nominaciones

### Premios TVyNovelas 2009
| Categoría                 | Persona                | Resultado |
| ------------------------- | ---------------------- | --------- |
| Mejor actriz              | Jacqueline Bracamontes | Nominada  |
| Mejor primera actriz      | Ana Bertha Espín       | Nominada  |
| Mejor primer actor        | Manuel "Flaco" Ibáñez  | Ganador   |
| Mejor actor juvenil       | Eleazar Gómez          | Ganador   |
| Mejor revelación femenina | Violeta Isfel          | Nominada  |

### TV Adicto Golden Awards
| Año  | Categoría                                 | Nominados             | Resultado |
| ---- | ----------------------------------------- | --------------------- | --------- |
| 2008 | Mejor actor en un papel cómico            | Manuel "Flaco" Ibáñez | Ganador   |
| 2008 | Premio especial a la telenovela diferente | Rosy Ocampo           | Ganadora  |